# Leptobrachium xanthospilum
Espèce
Statut de conservation UICN

 DD  : Données insuffisantes
Leptobrachium xanthospilum est une espèce d'amphibiens de la famille des Megophryidae.

## Répartition
Cette espèce est endémique de la province de Gia Lai dans le centre-Sud du Viêt Nam. Elle se rencontre entre 600 et 1 000 m d'altitude.

## Publication originale
- Lathrop, Murphy, Orlov & Ho, 1998 : Two new species of Leptobrachium (Anura : Megophryidae) from the central highlands of Vietnam with a redescription of Leptobrachium chapaense. Russian Journal of Herpetology, vol. 5, no 1, p. 51-60.